# 50ª Ejército de Armas Combinadas de la Guardia
El 51.º Ejército de Armas Combinadas de la Guardia de Donetsk (en ruso: 51-я гвардейская общевойсковая Донецкая армия) es una formación militar de las Fuerzas Terrestres rusas que forma parte del Distrito Militar del Sur, anteriormente el 1.er Cuerpo de Ejército de la República Popular de Donetsk. Se incorporó oficialmente a la Federación Rusa el 31 de diciembre de 2022, después de que Rusia se anexionara el territorio ocupado de Donetsk, y luego se reformó en un Ejército de Armas Combinadas en 2024.

## Historia

### Guerra del Dombás
El 1.º Cuerpo de Ejército se formó el 12 de noviembre de 2014 con el objetivo de unir numerosas unidades de voluntarios bajo un solo mando. Incluía la 5.ª Brigada Separada de Fusileros Motorizados, la 100.ª Brigada Separada de la Guardia Republicana, la Brigada de Artillería de Fuerzas Especiales, el 3.er Batallón Separado de Fuerzas Especiales y otras unidades. Estaba subordinado al Departamento de la Milicia Popular de la República Popular de Donetsk que realizaba las funciones del Ministerio de Defensa de la RPD. Es considerado por analistas ucranianos y occidentales como parte oficial del 8.º Ejército de Armas Combinadas ruso, contaba sin embargo con cierto grado de autonomía.
Según el Ministerio de Defensa de Ucrania, el 1er Cuerpo de Ejército de la RPD tenía 20.840 militares y 1020 civiles a su disposición a fines de 2019. Contaba con 285 tanques, 557 vehículos blindados de combate, 240 cañones y obuses, 171 morteros y 122 sistemas de cohetes de lanzamiento múltiple. El 1er Cuerpo de Ejército de la RPD, según el Ministerio de Defensa de Ucrania, estaba subordinado al 8º Ejército de Armas Combinadas ruso con sede en Rostov del Don con subordinación formal al Departamento de Milicias Populares de la RPD.
El cuerpo se desplegó a lo largo de la línea de contacto que se extendía desde la costa del mar de Azov hasta la frontera de la República Popular de Lugansk, al norte de Debaltseve, donde se unió al 2.º Cuerpo de Ejército.

### Guerra en Ucrania
El cuerpo desempeñó un papel activo en la ofensiva rusa en el sur de Ucrania, participando en la batalla de Volnovakha y el asedio de Mariupol. En enero de 2023 se incorporó oficialmente a las Fuerzas Armadas Rusas y pasó a formar parte del 8.º Ejército de Armas Combinadas. En el verano de 2024, el 1.º Cuerpo de Ejército se reorganizó en el 51.º Ejército de Armas Combinadas. El 18 de septiembre de 2024, el 51.º Ejército recibió la designación honorífica de «Guardia».

#### Actividades en el óblast de Kherson.
En julio de 2022, los regimientos 109, 113 y 125 de la RPD fueron desplegados en Zolota Balka, Davydiv Brid, Arkhanhelske y Vysokopillia, en la región de Jersón, según documentos militares rusos publicados por funcionarios ucranianos. A finales de agosto de 2022, en medio de una contraofensiva ucraniana en la región de Jersón, funcionarios militares ucranianos afirmaron que el 109.º Regimiento había abandonado sus posiciones.

## Composición

### Abril del 2023
- 1ª Brigada de la Orden de la República de la Guardia Motorizada de la Guardia Separada de Slavyansk
- 5.ª Brigada Separada de Fusileros Motorizados que lleva el nombre de A.V. Zakharchenko
- 9ª Brigada de Fusileros Motorizados de la Orden de la República de la Orden de la República
- 110.ª Brigada de Fusileros Motorizados de la Orden de la República
- 114.ª Brigada de Fusileros Motorizados de la Guardia Separada Yenakievo-Danubio
- 132.ª Brigada de Fusileros Motorizados de la Guardia Separada Gorlovka Orden de la República
- 14.ª Brigada de Artillería de la Guardia "Kalmius"
- 87.º Regimiento Separado de Fusileros
- 91.º Regimiento Separado de Fusileros
- 10.º Batallón de Tanques de la Guardia Separada
- 80.º Batallón de Reconocimiento de la Guardia Separada "Esparta" que lleva el nombre de A.S. Pavlov
- Batallón de Asalto de la Guardia Separada "Somalia" que lleva el nombre de M. S. Tolstykh
- 56.º Batallón Separado de Fuerzas Especiales
- 58.º Batallón de Fuerzas Especiales de la Guardia Separada de la Orden de la República
- 23.ª División Separada de Misiles
- 48.º Batallón de Ingenieros Separados